# ソユーズ29号
ソユーズ29号(Soyuz 29、ロシア語: Союз 29, Union 29)は、1978年のソビエト連邦の有人宇宙飛行ミッションである。サリュート6号を目指した5度目のミッションで、4度目のドッキング成功、2度目の軌道上での長期滞在となった。船長のウラジーミル・コワリョーノクとフライトエンジニアのアレクサンドル・イワンチェンコフは、当時の宇宙滞在記録139日間を打ち立てた。乗組員は、8月に打ち上げられたソユーズ31号と機体を交換して帰還した。

## ミッションハイライト

### 打上げと宇宙ステーションの再起動
ソユーズ29号は、サリュート6号を目指して1978年6月15日に打ち上げられた。ソユーズ26号の乗組員が宇宙滞在96日間という新記録を作った後、サリュート6号は3か月間、空であった。6月17日にドッキングに成功し、コワリョーノクとイワンチェンコフは宇宙ステーションを再起動した。ドッキングに失敗したソユーズ25号でもサリュート6号を訪れていたコワリョーノクは、同じ宇宙ステーションを2度訪れた初めての人物となった。
彼らはステーションの空気再生機と熱制御システムのスイッチを入れ、水リサイクルシステムを再起動してソユーズ26号が残していった水を再処理した。乗組員の無重力への順応と同時にサリュート6号の脱密閉化が行われ、これには約1週間を要した。6月19日、サリュート6号は368×338 kmの軌道に置かれた。ステーション内の気温は20℃で、気圧は750 mmHg (100 kPa)であった。このすぐ後、コワリョーノクとイワンチェンコフはエアロックのメンテナンスを行い、彼らが運んできた装置を取り付け、さらにKaskad配向システムの試験を行った。
6月24-26日には、高度制御システムのエンジンが点火しないように重力傾度安定方式で運用された。Splav-01火炉を用いたことで3日間、匂いが発生した。前の乗組員は中央の区画に火炉を設置していたため、真空で動かすことができた。当時、ステーションは一日中日光の当たる位置にあった。このようなことは、ステーションの軌道平面が太陽に面する年に2度発生する。

### ソユーズ30号乗組員の到着とプログレス2のドッキング
ピョートル・クリムクと2人目のインターコスモス参加者であるポーランドのミロスワフ・ヘルマシェフスキを乗せたソユーズ30号は、6月20日にサリュート6号に到着した。サリュート6号に4人が乗り組むのは3度目となった。しかし、ソユーズ29号の乗組員を妨害しないように、ソユーズ30号の乗組員の活動はかなり縮小された。彼らは自身が乗ってきたカプセルで、7月5日に帰還した。
有人宇宙ステーションへの無人補給機の2度目のドッキングとなったプログレス2は、7月9日にサリュート6号に到着した。200lの水、250kgの食物、Kristall火炉、600kgの推進剤、空気再生機、コンピュータのサブシステム、補修パーツ、フィルム、手紙を含む50日分の補給品が積まれていた。補給機から移動するのに1週間を要した。7月19日、プログレス2からステーションに燃料を補給した後、使用済みの設備やごみを詰めて、8月4日に軌道投棄された。
乗組員は、危険な振動が起こることがあるため、特定のスピードでステーションのトレッドミルを使わないように忠告を受けていた。このアドバイスは、ソユーズ26号の乗組員によって行われた共鳴実験の結果であった。
後部のドッキングポートに続くトンネル内に新しく設置されたKristall火炉を用いて、ガラスや半導体の試験が続けられた。Spalv火炉では、6月18日にテルル化水銀とテルル化カドミウム、6月24日にアルミニウムとスズとモリブデンの合金が作られた。
乗組員は、二酸化炭素検出器が空気清浄機を交換するように警告しなかったことに気づく前に頭痛を訴えた。通常の二酸化炭素濃度は8.8 mm Hgであったが、頭痛を訴えた際の二酸化炭素濃度は62 mm Hgに達していたと考えられる。

### 宇宙遊泳とプログレス3
乗組員は、7月29日に、サリュート6号からは2度目となる宇宙遊泳を行った。主な目的は、ソユーズ26号の乗組員が12月にステーションの外壁に設置したMedusa実験の材料を回収することであった。この実験は、様々な材料の宇宙空間への曝露を試験するものである。アルミニウム、チタン、鉄、ゴム、ガラスが試験された。後に、軌道上のデブリにより、事前の予測よりも多い200もの小クレーターが作られたことが明らかとなった。デブリの大部分は剥離した塗料と推進剤の残渣であると言われている。
2時間の宇宙遊泳中、乗組員は自身の下を隕石が通過するのを目撃し、一時的に姿が隠された。宇宙遊泳中の空気喪失の際には、プログレス2の空気が補充された。
プログレス3は8月8日に打ち上げられ、その2日後にサリュート6号にドッキングした。この際、ステーションの軌道は244x262 kmに上昇された。補給品には、イチゴ、タマネギ、牛乳、450kgの空気、190lの水、毛皮のブーツ、新聞、フィルム、手紙等が含まれていた。さらに、イワンチェンコフのギターも積まれていた。直近でプログレス2から燃料の補給が行われたため、これは初めて推進剤の運搬を行わない補給船となった。8月23日に軌道投棄された。
Kristall火炉及びSplav火炉で材料の合成を行うため、ステーションは8月11日から重力傾度安定飛行を行い、乗組員は8月16日から医学の実験を行った。

### ソユーズ30号乗組員の到着と初めてのソユーズの再ドッキング
ソユーズ29号乗組員への2度目の訪問者は8月26日に打ち上げられたソユーズ31号に乗り込んだヴァレリー・ブィコフスキーと3人目のインターコスモスの東ドイツ人ジークムント・イェーンであった。食料が運び込まれ、医学や生物学に関する多数の実験が行われた。彼らは、滞在中の乗組員と宇宙船を交換し、9月2日にソユーズ29号のエンジンの試験を行った。翌日、シートライナーを交換し、ドッキング解除して、ブィコフスキーとイェーンは地球に帰還した。
９月７日、ソユーズ31号の乗組員が出発した後、ソユーズ29号の乗組員はソユーズ31号宇宙船に乗り込み、サリュート6号を離れた。サリュートは重力傾度安定モードとされ、ソユーズはドッキングレーダーを再起動し、サリュートは前方のドッキングポートを示すことで応答した。ソユーズはステーションから90°離れたため、乗組員は船体を回転させ、ステーションに再ドッキングした。これは、ソビエト連邦として初めての再ドッキングの取組であった。これにより、今後のプログレス補給船のために後方のポートを開けることができた。
ステーションでは実験が続けられ、9月15日に乗組員は2度目のシャワーを浴びた。10月までに、3000枚の写真が撮影され、50の実験が行われた。
9月20日には、この年の前半にソユーズ26号の乗組員により樹立された96日間の宇宙滞在記録を超えた。

### プログレス4、推進システムのトラブル、地球への帰還
乗組員にとって3度目のプログレス補給船が10月6日にサリュート6号の後方ポートに到着した。プログレス4は、空気の缶、衣服、雑誌、食物等を含む1300kgの装備を積んでいた。イワンチェンコフの妻はブランデー入りのチョコレートを入れたキャンディの箱をこっそり持ち込んだ。乗組員が箱を開けるとチョコレートが流れ出て、回収するのに2時間を要した。
燃料補給は10月13日に終了し、10月20日にステーションの軌道を上昇させるため、2回の燃焼が行われた。10月26日にプログレスは軌道投棄された。
ミッションの終了に向けて、乗組員はステーションのエンジンの異常に気づき、地上管制に報告した。
ミッションが終わりに近づくと、さらに多くの実験が行われた。10月7日には月食が観測され、10月17日から18日には大規模な医学試験が行われた。10月22日には、Kristall火炉及びSplav火炉でさらに材料実験が行われた。
最後の月には、乗組員は毎日3時間の運動を行った。10月30日には実験がソユーズ31号に移され、エンジンが試験され、ステーションの内部の清掃が行われた。彼らは11月2日に地球に帰還し、ジェスカズガンの南東180kmに着陸した。着陸は、ソビエト連邦のテレビでライブ中継された。帰還後、乗組員は5日でほぼ回復し、25日で完全に回復した。彼らは、地球帰還後に話すのが困難となった最初の乗組員となったが、以前の長期滞在乗組員と比べ、体調は若干良かった。彼らは合計139日間を軌道上で過ごした。
居住が終わりサリュート6号が密閉モードに戻った後、テレメトリーデータの解析によって、推進システムに生じた問題の解明が行われた。その結果、非対称ジメチルヒドラジンのタンクの1つに漏れがあり、推進剤をエンジンに送り込む窒素加圧送風機を汚染していたと結論付けられた。さらにメインエンジンを使い続けると漏れを悪化させ、高度制御スラスタを含む推進システム全体を破壊する恐れがあった。この結果、ステーションの残りの運用寿命の間、メインエンジンの点火を行わないことが決定された。このサリュート6号の高度制御スラスタの制限のため、それ以降の全ての軌道マヌーバは、訪れた宇宙船で行うこととなった。
乗組員が比較的良好な体系を維持していたのは、ミッション終盤に行われた激しい運動プログラムのおかげと考えられ、さらに長期の宇宙滞在への道が拓けた。

## パラメータ
- 質量：6,800 kg
- 近点：197.8 km
- 遠点：266 km
- 軌道傾斜角：51.65°
- 軌道周期：88.86分